# 南江久子
南江 久子（みなみえ ひさこ）は、鎌倉時代末期から建武の新政期にかけての武将楠木正成の妻として伝わる人物。

## 概要
織田完之の『楠公夫人伝』（大正4年（1915年）、楠公夫人遺蹟保存会）によって、後醍醐天皇に仕えた武将楠木正成の妻として紹介された。しかし、同書以外に根拠はない。
土橋真吉の『楠公史話』（英進社、1936年）の330ページによれば、大正3年（1914年）10月、織田は、「観心寺過去帳」および「観心寺記録」に、楠木正成の妻として南江久子という女性が掲載されているのを発見した。その生年は嘉元2年（1304年）で、元亨3年（1323年）に正成に嫁ぎ、正平19年/貞治3年6月10日（1364年7月17日）に死去したという。土橋は、1936年時点で久子説は世間に広く認められていると証言する。しかしその一方で、土橋自身は、観心寺の史料は楠公崇拝が熱烈であった江戸時代中期のものであるから、史料的信頼性は低いのではないか、と疑問を示している。
土橋が引く織田説は以上のようなものであるが、原典である織田の『楠公夫人伝』では「観心寺過去帳」「観心寺記録」の原文が記載されておらず、南江備前守正忠の妹とする根拠は明らかでない。そもそも、宮内庁書陵部写本の「観心寺過去帳」に楠木氏関係の記事はなく、「史料的信頼性は低い」以前の問題であり、この点も不審である。また、「観心寺記録」とは、観心寺の僧侶の尭恵が編集した『檜尾揞蔵記』（東大史料編纂所所蔵明治20年写本）のことと考えられるが、この書にも正成妻のことは確認されない。
太田亮の『姓氏家系大辞典』第3巻「南江」では、南江氏は河内国の名族とされ、久子の「兄」が正忠で、広厳寺に正忠の位牌があるという。しかし、名族という割に正忠以外の名が出ない点について、日本文学研究者の今井正之助は疑義を呈している。
今井は、太平記評判書（江戸時代に多く作られた『太平記』に対する偽書的な注釈書）の一つ『無極鈔』の巻16之中36ウに、湊川の戦いで正成と共に自害したという設定の正成の「舅」（配偶者の兄弟という意味もないではないが、普通は配偶者の「父」を指す）として、南江備前守正忠という人物が登場することを指摘している。『無極鈔』では、「南江」の訓みは「みなみえ」ではなく「なんごう」である。南江正忠はこの場面以外には登場せず、詳細不明の人物である。今井の主張によれば、南江正忠という人物は『無極鈔』以前に資料があったとは想定できない、という。

## 関連作品
小説
- 吉川英治 『私本太平記』（毎日新聞社）

テレビドラマ
- 大河ドラマ『太平記』（1991年 NHK）演：藤真利子